# Balder-klassen
Balder-klassen består af to bugserbåde i Søværnets tjeneste.
De to enheder, Balder og Hermod, gør tjeneste ved Flådestation Korsør, hvor de varetager de fleste bugseringsopgaver. De er desuden udrustet med en vandkanon, hvorved de også kan indgå i brandberedskabet.
Skibene forrettede tjeneste på Holmen indtil flådens udflytning, hvorefter de blev overført til Korsør.
| Pnt. | Navn   | Kølen lagt      | Søsat             | Indgået            | Navngivet af | Skæbne   | Kaldesignal |
| ---- | ------ | --------------- | ----------------- | ------------------ | ------------ | -------- | ----------- |
| -    | Balder | 9. februar 1983 | 5. september 1983 | 15. september 1983 | -            | Operativ | OUGD        |
| -    | Hermod | -               | 9. november 1983  | 15. november 1983  | -            | Operativ | OUEG        |